# 李小莉
李小莉（1971年10月—），安徽无为人，汉族，中国共产党党员，合肥丰华汽车零部件有限公司工会主席兼调度员，肥东县总工会兼职副主席，第十三届全国人民代表大会安徽地区代表。

## 生平
李小莉2006年2月进入合肥丰华汽车零部件有限公司金工车间做刨工。当年6月，她被提拔为金工车间办主任。2009年8月，她升任生产部长兼金工钳工班组主管。2012年，她转往新成立的铆接车间。2015年5月，她被调到冲压车间。2016年12月底，她调往油箱车间。
她被评为2011年至2013年合肥市劳动模范、2017年安徽省劳动模范。2018年2月24日，当选为第十三届全国人大代表。
2019年、2021年全国人民代表大会全体会议上，李小莉两次建议将春节假期延长至10天。